# Mont Adagdak
El Mont Adagdak (en anglès Mount Adagdak) és un estratovolcà del Plistocè que es troba a l'extrem septentrional de l'illa Adak, a les Illes Aleutianes, Alaska. Localitzat a 1.900 quilòmetres d'Anchorage, el cim es troba uns quatre quilòmetres al sud del Cap Adagdak, d'on pren va prendre el nom el 1948 pel United States Geological Survey. No es té constància de cap erupció durant l'Holocè.